# Abdulqədir Abdullayev
Abdulqədir Abdulla oğlu Abdullayev (Akuša, 17 luglio 1988) è un pugile azero.

## Palmarès

### Mondiali dilettanti
- 1 medaglia:
  - 1 bronzo (Doha 2015 nei -91 kg)

### Giochi europei
- 1 medaglia:
  - 1 oro (Baku 2015 nei -91 kg)